# 有吉弘行の脱法TV
有吉弘行の脱法TV（ありよしひろいきのだっぽうてぃーびー）とは、フジテレビジョンが制作し、2023年11月13日にフジテレビ系列で放送されたテレビ番組である。2023年11月度ギャラクシー賞月間賞を受賞した。

## 放映前
当初、本番組は「有吉弘行の30日密着（仮）」というタイトルで告知されていたが、番組名および内容が一部変更のうえで放送されるとのアナウンスがなされた。

## 番組内容
「有吉弘行の30日密着（仮）」の取材に際し、地上波テレビで放送可能なものと不可能なものとの基準が曖昧すぎると指摘した有吉弘行は、どこまでなら放送できるかチャレンジする番組を作ろうと提案。その後画面が暗転し、「脱法TV」のタイトルロールが流れる。
まずは「タトゥー芸人」にまつわる実験が行われる。「地上波テレビでは、刺青をしている芸人を映すことはできないが、刺青のあるアーティストは映せる」という状況を逆手に取り、刺青のあるラッパーの＄URVE¥（サーブ）に、芸人としてお笑いライブに出演してもらう様子に密着したドキュメンタリー映像が流されるも、芸人として舞台に出るタイミングでカラーバーにより映像が中断される。理由を問う有吉に対し、テレビ局のコンプライアンス担当者による「前例を作るので判断が難しい」という見解が紹介される。その後、乳首、海賊版のガチャピン、大人のビデオにまつわる映像が流されるが、同様に中断される。

## 出演者
- 有吉弘行[3]
- せいや（霜降り明星）[6]
- 吉川美代子[6]
- すりガラス越しの女性アナウンサー[6]
- ＄URVE¥（サーブ）[6]

企画の内容を踏まえた結果、フジテレビジョン所属のアナウンサーは出演を見合わせ、フリーの女性アナウンサーが出演したものの、そのアナウンサーも今後のキャリアを考慮して顔を隠しているという設定。

## 評価
本番組は、2023年11月度ギャラクシー賞月間賞を受賞した。放送批評懇談会は本番組について「『コンプライアンス』の観点から地上波テレビで放送できないとされているもの（タトゥー、乳首、著作権、大人のビデオ）がどこまで映せるか、という原田和実らしい着眼点が光る。笑いのなかにも『コンプライアンス』の曖昧な面が垣間見えて、現在のテレビバラエティのあり方に対するひとつのメッセージにもなっている」と評した。また、ライターの篠原知存は「放送禁止（自粛）というシリアスな事象をエンタメに作り変えていた」と評したほか、コラムニストの桧山珠美は「合法でも違法でもなく、脱法という言葉のチョイスがいい。（略）テレビ熊本の『テレビは終わった』にも通じるテレビ業界覚醒番組といったところか」と語っている。
また、ライターの新越谷ノリヲは、笑いにつながるのであればタトゥー芸人も放映可能と判断した撮影現場と、その放映を認めなかったコンプライアンス委員会を対比し「少なくとも現場はまだ問うているし、戦おうとしている。そのことがわかっただけでも、テレビの未来を信じていいと思えた」と記している。
他にも、お笑い評論家のラリー遠田は、下記のように評している。